# Барри Сил
Адлер Берриман Сил (англ. Adler Berriman Seal; 16 июля 1939, Батон-Руж — 19 февраля 1986, Батон-Руж) более известный, как Барри Сил (Barry Seal) — американский лётчик, известный контрабандист наркотиков и оружия, на протяжении нескольких лет работавший на преступный синдикат «Медельинский кокаиновый картель», который в свое время контролировал до 80 % мирового трафика кокаина. Работал на ЦРУ. После обвинения в контрабанде наркотиков стал информатором американского УБН (DEA).

## Ранние годы
Адлер Сил родился 16 июля 1939 г. в Батон-Руже (штат Луизиана, США) в семье домохозяйки Мэри Лу (Mary Lou) и Бенджамина Кёртиса Сила (Benjamin Curtis Seal) — торговца кондитерскими изделиями и по совместительству активного члена Ку-клукс-клана, тайной расистско-террористической организации в США.
Ещё в раннем возрасте мальчик начал интересоваться авиацией и всего в 15 лет совершил свой первый самостоятельный полет, а через год получил лицензию пилота и поступил на службу в гражданскую воздушную авиацию (CAP).

## Военная служба
Сам Барри утверждал, что ему не было и 18 лет, когда его завербовали агенты ЦРУ. В 1958 г. Сил якобы начал совершать полеты на Кубу, переправляя оружие Фиделю Кастро, который боролся с диктаторским режимом Фульхенсио Батисты: в то время ЦРУ тайно поддерживала свержение Батисты. Тем не менее, после того как Кастро сумел совершить государственный переворот и захватить власть на Кубе, внешняя политика США резко изменилась и Сил якобы принял непосредственное участие в военно-воздушных атаках Кубы.  В 1959 г. Барри Сил якобы стал пилотом ЦРУ в Гватемале, затем на протяжении нескольких лет участвовал в многочисленных военно-воздушных операциях в Юго-Восточной Азии. Но рассказы о работе Сила в ранние годы на ЦРУ многие ставят под сомнение.
В 1964 г. он присоединился к 245-му инженерному батальону в Сент-Луисе, а в 1966 г. ушел из военной авиации.
Вскоре он начал работать на коммерческую авиакомпанию TWA, сначала в качестве бортинженера, а затем стал самым молодым пилотом Boeing 707 в стране, совершая трансконтинентальные рейсы. В 1972 г. Сил был арестован за согласие на перевоз 7 тонн взрывчатки C-4 из Майами в Мексику — заказчик оказался агентом ФБР под прикрытием.

## Контрабандист
В 1974 г., когда эти обвинения были доказаны, он был уволен из TWA, а через некоторое время стал заниматься предоставлением консультаций в области частной авиации в странах Латинской Америки.
По словам его жены Деборы Сил (Deborah Seal), консультационная деятельность была всего лишь прикрытием, на самом деле с 1975 г. её муж начал участвовать в незаконной контрабанде марихуаны в качестве основного источника дохода. 10 декабря 1979 г. он был арестован в Гондурасе после прибытия на частном самолете из Эквадора с 40 кг (общей стоимостью 25 млн долларов) кокаина на борту. Силу было предъявлено обвинение, в результате чего 9 месяцев он провел в тюрьме. В сентябре 1980 г. он был освобожден.
В тюрьме Сил познакомился с неким Уильямом Роджером Ривзом (William Roger Reeves), ещё одним наркоконтрабандистом, который работал с кланом Очоа (исп. El Clan Ochoa), в который входили родные братья Хорхе Луис, Хуан Давид и Фабио Очоа Васкесы.

## Медельинский картель
В 1981 году Сил прибыл в Колумбию, где Ривз познакомил его с братьями Очоа, в результате чего и начались его тесные отношения с «Медельинским картелем», во главе которого, помимо Очоа, стоял легендарный «кокаиновый король» — Пабло Эскобар.
В 1982 году Сил начал работать на картель в качестве пилота, транспортировавшего многочисленные поставки колумбийского кокаина в Соединённые Штаты, совсем скоро став для картеля основным «транспортным узлом» с США. По некоторым сведениям, за 1 рейс он зарабатывал от 0,5 до 1,5 млн долларов.
В Луизиане и Арканзасе у него имелись собственные базы со взлётно-посадочными полосами и постоянно пополняемым парком собственных самолётов и вертолётов, оснащённых самым дорогим и современным радиолокационным оборудованием.
К 1984 году на счету Барри Сила значилось около 150 рейсов, в результате которых в США попало «медельинского кокса» стоимостью более, чем на 5 млрд долларов, — летая по фальшивым документам с разными именами, Сил перевёз кокаина, возможно, больше, чем кто-либо и когда-либо в истории.

## Секретный осведомитель
В конце концов, в марте 1984 года, в городе Форт-Лодердейле, штат Флорида, во время очередного рейса (из Никарагуа) Барри Сил (на этот раз его звали Эллис Маккензи (Ellis Mackenzie)) был арестован сотрудниками УБН (Управление по борьбе с наркотиками, англ. Drug Enforcement Administration, DEA).
В федеральном суде штата ему было предъявлено обвинение в контрабанде наркотиков и отмывании денег, по результатам которого его приговорили к 10 годам лишения свободы. Чтобы избежать длительного тюремного заключения, после вынесения приговора Сил предложил правоохранительным органам свое сотрудничество с правительством в качестве тайного информатора. Федеральные спецслужбы сначала отказались, однако, после личного одобрения тогдашнего главы ЦРУ Джорджа Буша-старшего, согласились использовать его в даче показаний против своих работодателей и других лиц, прямо или косвенно причастных к проникновению кокаина на территорию США.
Эту новость приветствовал сам президент Рональд Рейган, который хотел начать войну с правящей партией сандинистов в Никарагуа, которая в обмен на долю от продажи наркотиков предоставляла колумбийским наркобаронам транзитную зону на своих аэродромах.
С этого времени Барри Сил начал вести опасную двойную игру тайного федерального осведомителя. Уже после его первого отчёта несколько высокопоставленных чиновников из Никарагуа и Панамы, а также несколько членов Медельинского картеля были арестованы и экстрадированы в США.
Сил также вынужден был и дальше перевозить «медельинскую» контрабанду с установленными на самолётах скрытыми камерами.
Вскоре на одну из камер удалось снять Пабло Эскобара, Хорхе Очоа и других наркобаронов, помогающих никарагуанским солдатам загружать 1200 кг кокаина на борт военно-грузового самолета C-123. На фото был также зафиксирован министр внутренних дел Никарагуа и другие официальные лица этой страны.
После получения ценных доказательств в причастности членов правительства Никарагуа к колумбийским наркодельцам, суд Флориды сократил Барри Силу срок наказания с 10 лет до 6 месяцев условного срока. Судья похвалил Сила за его работу, сообщив, что «информатор, который ставит на кон свою жизнь, чтобы помочь силам правопорядка, — заслуживает справедливой компенсации».
Разумеется, фото должно было быть строго засекречено, однако в середине июля 1984 года президент Рейган, нарушив все нормы по защите свидетелей, вышел в телеэфир, продемонстрировав всей стране данную фотографию и публично обвинил партию сандинистов, назвав их «грязными контрабандистами наркотиков, разлагающих американскую молодёжь».

## Смерть
В декабре 1984 г. Медельинский картель объявил за убийство Сила или за его похищение в Колумбию награду в 500 тыс. и 1 млн долларов соответственно.
19 февраля 1986 г. Барри Сил, проходивший по программе защиты свидетелей, был застрелен автоматной очередью в голову, сидя в своем белом «Кадиллаке», припаркованном на обочине трассы недалеко от Батон-Ружа, где он должен был встретиться с одним из агентов ЦРУ.
Убийц было трое, они были задержаны сразу после преступления, пытаясь покинуть штат. По подозрениям следствия, прямым заказчиком убийства был один из братьев Очоа (Хорхе Луис или Фабио). В мае 1987 г. эти колумбийцы, Луис Карлос Куинтер-Круз, Мигель Велес и Бернардо Антонио Васкес, были признаны виновными в убийстве Сила и приговорены к пожизненному тюремному заключению без права на условно-досрочное освобождение.

## Память
В сентябре 2017 года американскими студиями Universal и Imagine Entertainment была выпущена биографическая драма «Сделано в Америке» (American Made), сюжет которой сфокусирован на истории его жизни и смерти. Главную роль исполнил голливудский актёр Том Круз.